# Superfuzz Bigmuff Plus Early Singles
Superfuzz Bigmuff Plus Early Singles – drugi kompilacyjny album amerykańskiego, grunge'owego zespołu Mudhoney wydany 25 października 1990 roku w wytwórni Sub Pop Records.

## Lista utworów
1. Touch Me I'm Sick – 2:35
2. Sweet Young Thing Ain't Sweet No More – 3:46
3. Hate the Police (The Dicks) – 2:08
4. Burn It Clean – 3:00
5. You Got It (Keep It Outta My Face) – 2:53
6. Halloween (Sonic Youth) – 6:12
7. No One Has – 3:26
8. If I Think – 3:37
9. In 'N' Out of Grace – 5:28
10. Need – 3:00
11. Chain That Door – 1:51
12. Mudride – 5:43